# がんばれゴエモン外伝2〜天下の財宝〜
『がんばれゴエモン外伝2〜天下の財宝〜』（がんばれゴエモンがいでんツー てんかのざいほう）は、コナミから1992年1月3日に発売されたファミリーコンピュータ用RPG。1990年に発売された『がんばれゴエモン外伝 きえた黄金キセル』の続編。

## システム

### 戦闘
基本的には前作と同様のオーソドックスなコマンド選択型バトルである。パーティー全員が死亡状態になるとゲームオーバーとなり、セーブした場所からの再開、ゲーム終了のどちらかになる。
戦闘画面のレイアウトが変更されており、味方側は顔グラフィックで表示されるのではなく、下にドット絵で描かれたちびキャラが並んで表示される。また、戦闘画面は横に広くなり、敵同様、味方側もアクションの度にアニメーションするようになった。
キャラクターの位置は前列、後列に変更が可能。前列では近接武器での威力が上がる代わりに受けるダメージも増え、後列では逆になる。ただし、飛び道具系の武器や術による攻撃ではダメージ、被ダメージともに影響しない。
最大4人パーティーで、4人揃うと敵全体に大ダメージを与える合体技を繰り出せる。ただし、体力を消耗する上に経験値を得ることができなくなる。

### 戦闘以外
戦闘時に表示されなくなった顔グラフィックに関しては、ステータス画面を見る事で閲覧が可能で、また前作と異なって電話ボックスを使用する事無く次のレベルに達するのに必要な経験値のポイントも確認できる。なお、とあるイベントで「めきき」コマンドが使用出来る様になると、コマンド使用時や武具屋での購入時において武具を装備可能なキャラクターが分かる様になり、必要以上に武具を購入してしまうリスクが無くなっている。

## ストーリー
はぐれ町で平和な日々に暇を持て余していたゴエモンの元に、エビス丸が大江戸タウンにて行われる「世界ドロボウ大会」の開催案内を持ってやって来た。初めの内こそ泥棒と義賊を一緒にするな、とプライドから突っぱねるゴエモンだったが、優勝賞金が1億両と聞き態度を一変し、参加を決意するのであった。
そしてドロボウ大会の予選を通過したゴエモンとエビス丸は、本選にて「天下の財宝」の隠されている場所の扉を開く「8つの鍵」と言われるアイテムを探すべく、あちこちを回っていくことになるのだが、それらを探す中で、ゴエモン達は新たな旅の仲間と出会ったり、謎のカラクリロボット達等による怪事件に巻き込まれていったりする事になる。
果たして、「天下の財宝」の正体とは何なのか？

## 舞台
今作では、はぐれ町を離れ、「大江戸タウン」から、ラクダ、船、スーパーリニアかご、潜水艦、UFOなどの様々な乗り物を使って、砂漠の「ピラミッド」、南国の「ポーサン村」「悪魔の森」、海底の「ウー大陸」、雪と氷に覆われた「南極大陸」などの世界各地を巡るのだが、物語の途中で地底大陸の「ピロロンワールド」、雲の上、宇宙空間の月面へも旅する事になる。

物語の中で立ち寄る町や村には様々な店がある。 

### 通常の店
ほとんどの町・村にある店 
武具屋武器、服・鎧（よろい）、籠手（こて）、笠・仮面・兜・帽子などの頭を守る防具を購入出来る。また、不要なものを売ることも出来る。よろず村、名も無き港2ヶ所（ポーサン村の南西とポカポン村の北東）、サップイ村、パヤ王国、ドンブリ村、三日月村、ラビラビ村には存在しない。
万（よろず）屋回復アイテム、解毒アイテム、移動アイテムなどを購入出来る。また、不要なものを売ることも出来る。いらはい港、南国の壁で囲まれた名も無き港（ポーサン村の南西）、サップイ村には存在しない。
宿屋一泊するとパーティー全員の体力・技が最大値まで全回復する。名も無き港2ヶ所（ポーサン村の南西とポカポン村の北東）、サップイ村には存在しない。
復活屋ドクロマークが目印。死亡した仲間の復活、毒に冒された仲間の解毒、酔っ払った仲間の酔い醒ましをしてもらえる。いらはい港、名も無き港2ヶ所（ポーサン村の南西とポカポン村の北東）、サップイ村には存在しない。

### 特殊な店
こまるデパート大江戸タウンと深海港に存在する。武具屋（2F）、万屋（3F）、宿屋（4F）、復活屋（5F）が一ヶ所に纏まっている。
預け屋よろず村、名も無き港（ポカポン村の北東）、深海港、サップイ村、ドンブリ村に存在する。アイテムを一つ5両で預かってもらえる。但し、「8つの鍵」、「盗みの針金」、「神秘のプレート」、「モグラマップ」、「びーホイッスル」、「金のハンマー」などのイベントアイテムは、一部（「ワニのエサ」、「許可書」など）を除いて、基本的に預かってもらえない。
賭博屋「ベルくーぽん」を賭けて遊ぶことが出来る（一回につき、「ベルくーぽん」10枚が必要だが、「？（ベリーエキサイティングな迷路）」屋のみ不要）。遊びは4種類で、成功すると「ベルくーぽん」が増え、失敗すると没収される。「ドンデンタイコロン」屋（ぶるぶる村）、「赤忍者はどーれだ！」屋（いらはい港）、「うひょひょでジャンケン」屋（深海港）、「？（ベリーエキサイティングな迷路）」屋（南国の壁で囲まれた名も無き港(ポーサン村の南西)）がある（「？（ベリーエキサイティングな迷路）」屋のみ一回しか遊べない）。
占い 神秘屋あるとこ村にのみ存在する。「8つの鍵」やパーティーの各個人のことを無料で占ってもらえる。
アルバイト屋三日月村にのみ存在する。体力を半分にまで消耗する代わりに、アルバイトをすることでお金（310両）が手に入る。パーティーそれぞれのアルバイト内容は異なる（ゴエモン：窓掃除、エビス丸：お座敷芸、コリュウタ：ビラ配り、4人目：皿洗い）。
ベルくーぽん交換所深海港にのみ存在する。武具屋、よろず屋での買い物で100両毎に1枚もらえるベルくーぽんの枚数に応じて、様々なくまの景品と交換出来る。
パイナップル売り南国のポーサン村と壁で囲まれた名も無き港（ポーサン村の南西(壁の外側)）に居る。15両でジューシーなパイナップルを食べると、体力・技が最大値まで全回復する。

### その他の施設
船着場、らくだ屋、スーパーリニアかご乗り場船着場は町の中にあるが、らくだ屋、スーパーリニアかご乗り場はフィールド上に独立して設置されている。それぞれお金を払うこと（らくだ：片道5両、船・スーパーリニアかご：片道10両）で、歩いて移動出来ない特定の場所へ移動出来る（南極調査船のみ無料だが、「許可書」が必要）。
茶店フィールド上に全部で4ヶ所ある。10両（コバンネコのみ無料）で団子や饅頭などを食べると、体力・技が最大値まで全回復する。また、客から様々な情報を聞くことが出来る。

## 8つの鍵
ゴエモン達が参加したドロボウ大会にて、予選を通過したメンバーに探して来ることを命じられた、世界のどこかに隠されているという8つの鍵。その正体は、何でも願いが叶うとされる天下の財宝「願い玉」の隠されている「満月島」の「望み山洞窟」の扉を開ける為の鍵で、それぞれの鍵には特殊な力が宿り、持ち主に鍵の名称に因んだ力を与える事も出来る。鍵の入った宝箱には特殊な封印が施されており、「神秘のプレート」と呼ばれるアイテムによってしか封印を解く事が出来ないのだが、中には箱に封印されず、特定の人物達に保管・所有されている物もある。しかし、願い玉の力を悪用される事を恐れた者によってセキュリティが設けられており、迂闊に鍵の封印を解くと地震が発生して、最終的にマグマ層の活性化により、地球を崩壊させてしまう危険性が秘められていた。
大地の鍵
「どんどこ洞窟」に封印されていた鍵。大地の力が秘められており、ゴエモン達が封印を解いて入手した。
真っ暗けの鍵
「さんたん村」の神社に保管されていた鍵で、怪盗ルポンこと、ドラキュランが奪い取った。世界を暗闇で閉ざしてしまう程の闇の力が秘められており、ドラキュランがゴエモン達に倒された後、奪還された。
雄叫びの鍵
南国の「悪魔の森」に封印されていた鍵。野性の力が秘められており、ゴエモン達が封印を解いて入手した。
白鯨の鍵
海底の「ウー大陸」で保管されていた鍵で、海の暴れん坊とされるカメ親分が奪い取った。海の力が秘められており、それによって地震を引き起こすことが可能であった。カメ親分がゴエモン達に倒された後、奪還された。
ソルトの鍵
地底大陸の「クイモンシティ」の王家に保管されていた鍵。塩の力が秘められており、魔人達の住むシュガー宮殿の扉を開ける鍵にもなっている。クイモンシティの国王に魔人の討伐を依頼された際、ゴエモン達に託された。
寒いなの鍵
南極大陸の「雪の洞窟（クレバス洞窟）」に封印されていた鍵であったが、地震の影響で地底大陸に落ちてしまい、ナスピロシキの手に渡った。氷の力が秘められており、それによって冷気の力を操ることが可能であった。ナスピロシキがゴエモン達に倒された後、奪還された。
熱いぞの鍵
「マグマの沼の洞窟」に封印されていた鍵。炎の力が秘められており、ゴエモン達が封印を解いて入手した。
王者の鍵
月面の「カラクリドーム」に封印されていた鍵で、カラクリ仮面こと、カラクリキングが奪い取った。雷の力が秘められており、それによって電撃の力を操ることが可能であった。カラクリキングがゴエモン達に倒された後、奪還された。

## 登場キャラクター

### プレイヤーキャラクター
ゴエモン、エビス丸、コリュウタ以外のメンバーはゲストキャラクター扱いであり、ストーリー展開に応じて加入・離脱する。なお、ゲスト達は「全員が武器や防具を共有する形で装備できる」という、一種の隠し要素がある。

#### メイン
ゴエモン
ご存じ「正義の義賊」を自称する主人公。エビス丸にドロボウ大会への参加に誘われ、優勝賞金が1億両である事を知り、参加を決意する。
武器はキセル。基本的に攻撃型の能力を持つ。前作と異なって技も覚えるようになり、多くは攻撃系だが補助系も少し覚える。
エビス丸（エビスマル）
自称「正義の忍者」でゴエモンの相棒。ドロボウ大会の優勝賞金で団子を腹一杯食べるべく、ゴエモンにドロボウ大会の参加へと誘う。
武器は笛。能力は攻撃寄りだが味方の補助にも向いているバランス型であり、必要に応じて柔軟な対応が出来る。
コリュウタ（小竜太）
不思議な力を持つ少年。大百足の毒に冒された母親の病気を治す薬草「つばめ草」を探しに出る所にゴエモン達が助け舟を出し、旅の仲間となる。母親の病気を治した後も、最後までゴエモン達と旅を続ける。正体は龍に姿を変える事の出来る龍神で、その姿は必殺技「覇龍変化」「聖龍変化」で見ることができる。
武器は剣。能力は素早さ寄りであり、序盤はレベルの低さもあって弱いが、レベルが上がるにつれて攻撃・回復・補助技をバランスよく覚える。
『奇天烈将軍マッギネス』、『ネオ桃山幕府のおどり』、『飛び出せ鍋奉行!』にもゲスト登場しており、龍変化の力でゴエモン達を助けてくれる。

#### ゲスト
シモン＝ベルモント
『悪魔城ドラキュラ』からの友情出演であるゲストキャラクター。世界中を暗闇で閉ざそうとしているヴァンパイアであるドラキュランを追って日本にやって来たヴァンパイア・ハンターで、洋館内にて囚われの身になっていたが、ゴエモン達によって助け出され、ドラキュランを倒すまでの間、一時期仲間になる。
武器は鞭。必殺技は聖なる加護を受けた水で敵を攻撃する「聖水」。
ゲーム中では真面目な人物なのだが、漫画版ではわがまま、臆病、卑劣、支離滅裂な性格をしている。漫画では彼の祖父ピエール＝ベルモントが登場する。
女の子/ナナちゃん
おとぎ村へ通じる地下道の中で佇んでいた記憶喪失の少女。記憶を取り戻すまでの間、一時期仲間になる。記憶喪失後に自分の名前も分からない為、プレイヤー加入時に仮の名前を付ける事が出来るのだが、何もしなければ「ナナちゃん」というデフォルト名になる。
正体はふらわ城のお姫様で、名前はユリ。
武器は脇差や薙刀など、女性的な物が多く、必殺技は味方全員の攻撃力を向上させる「がんばって!」。
漫画版では同年代のコリュウタと仲良くなり、プライベートでも付き合っている。
ペモペモ
宇宙パトロールのペモペモ星人。遮光器土偶の様な外見をしているが、実力は非常に高い。地球圏に向かっているパヨパヨ星人のカラクリスターの調査をすべくUFOに乗って訪れていた。カラクリドーム内にて囚われの身になっていたが、ゴエモン達によって助け出され、詳細調査までの間、一時期仲間になる。ペモペモの所有するUFOに乗ると、カラクリスターに向かうだけでなく、体力・技の両方を最大値まで全回復してくれる。
武器はレーザーブレード。必殺技は光線を放つ「ペモシューム」。
紅トカゲ（ベニトカゲ）/ハヅキ
世界ドロボウ大会の参加し、本戦にまで勝ち抜いた者の一人で、赤い衣に身を包み仮面で素顔を隠した謎の忍者。ライバルでありながらも、何故かゴエモン達を助けてくれる。
その正体は、地球の平和を守る秘密特捜忍者の一員（くノ一）ハヅキである。元々は謎の女性連続失踪事件を捜査していたのだが、それに「8つの鍵」と「謎の惑星（カラクリスター）」が関わっている事実を突き止め、そんな中で「8つの鍵」を探し出すドロボウ大会が開かれる事を知った結果、仮面の忍者・紅トカゲとして大会に潜入していた。こなみを誘拐した百面相を撃退した後、ドロボウ大会が8つの鍵を集めさせる偽りの大会であった事をゴエモン達に教え、真相を突き止めるべく共に行動する事になる。
他のゲストメンバーと異なって加入と離脱を繰り返し、最後には最終固定メンバーとなる。
武器は刀。必殺技は光の手裏剣を放つ「光手裏剣」。
紅トカゲ名前のモチーフは、『黒蜥蜴』。

### ゲストキャラクター（ノンプレイヤーキャラクター）
マメタン
よろず村で暮らすタヌキの一匹。めききダヌキとも呼ばれており、10両の格安で仲間になる。戦闘には参加しないが、仲間になって以降は「めきき」コマンドが使用可能になり、武具屋で購入する際には、装備可能な者を教えてくれる。
怪盗ルポン（かいとうルポン）/ドラキュラン
世界ドロボウ大会の参加者。フロンス出身。橋を破壊するなどゴエモン一行の行く手をたびたび妨害する。正体は、シモンが追っていたヴァンパイアであるドラキュラン。人間に成り済ましてドロボウ大会に参加していたのは、8つの鍵の1つである「真っ暗けの鍵」を手に入れるのが目的で、世界中を暗闇の世界にしようとしていた。
ゲーム版のドラキュランはゴエモン達よりも数倍大きいが、漫画版では逆に頭身が低い。
名前のモチーフは、『アルセーヌ・ルパン』。
百面相（ひゃくめんそう）
世界ドロボウ大会の参加者。小太りな外見であるが、名前通りありとあらゆる変装の名人で、細身の女性にも変装出来る。しかし、目的の為には手段を選ばない卑劣漢でもあり、ゴエモン達の集めた「8つの鍵」を手に入れるべく、シナモン博士の娘であるこなみを誘拐するも、ハヅキ率いる秘密特捜忍者の妨害によって失敗。行方をくらます。
実は、今作の真の黒幕で、冒険中にゴエモン達が戦った謎のカラクリロボット集団は全て百面相の忠実な下僕達であり、彼らによる奇怪な事件やドロボウ大会までをも仕組んだ張本人。その目的は「天下の財宝」である願い玉を手に入れて、この世の全てを自らの想いのままにする事であり、その為に必要となる「8つの鍵」を労せず手に入れる為に、ドロボウ大会が開かれるよう仕組んで、自らも参加者の一人に成り済ましていた。
最後は願い玉を壊されてしまった腹癒せに、究極の変身形態である「ハイパー面相」となって、ゴエモン達に襲いかかる。
名前のモチーフは、『怪人二十面相』。
コバンネコ
前作『がんばれゴエモン外伝 きえた黄金キセル』に引き続いて登場するも、今作では仲間にならない。結界山を出た先にある茶店の団子が気に入って働いており、女将さんに内緒でゴエモン達に団子を無料で奢ってくれる。
おみっちゃん
前作に引き続いて登場。ゴエモンとエビス丸が住んでいるはぐれ町のアイドル。エンディングで、長旅を終えて戻って来た二人を優しく出迎えてくれる。
シナモン博士（シナモンはかせ）
『ツインビー』（1985年）からのゲストキャラクター。どんぶり村に娘のこなみちゃんと住んでおり、飛行カラクリ「とぶんびー」を貸してくれる。シナモン博士は愛称で、本名は「しなやまもんざえもん」。
モグラン
モグートンネルに住む、やたらと横柄な態度を取るモグラの主。太り過ぎてトンネル内で身動きが取れなくなってしまった為、バーベルの塔にある「ヤセルンの実」を取って来てくれるようお願いされる。そのお礼としてどんどこ洞窟の秘密の抜け道が見えるようになる「モグラマップ」を貸してくれる。
アカオニ
おとぎ村付近の一本杉に住む、心優しい鬼。村人達に牛を攫った犯人だと疑われていたが、謎のUFOに勇敢に立ち向かった為、その誤解が解け、村長の家に一緒に住むことになる。悲しい思い出しかない一本杉を「一撃のオノ」で切るようお願いされる。
ジングウさん
深海港に住む、頑固親父として有名な男性。ただし、娘に関しては非常に甘く、恩義も決して忘れない人物。最初はゴエモン達に潜水艦「トドロキ丸」を貸そうとしなかったが、娘をゴロつきの手から救った事実を知り、そのお礼としてゴエモン達に貸してくれる。
ピョン長老（ピョンちょうろう）
月のウサギ達が暮らすラビラビ村の北側にある一軒家で暮らすウサギの老人。8つの鍵で封印された財宝の正体である「願い玉」についてや鍵そのものに施された細工についても知っており、ゴエモン達がそれらを集めているのを聞いた事で、地球が滅んでしまう可能性を教え、それを一時的に止めることが出来るストップカラクリ「ピンチくん」で協力してくれる。
後のゲームボーイ作品である『星空士ダイナマイッツあらわる!!』にも登場しており、月のウサギ達の都市であるピョンダーシティで暮らしている。

### ボスキャラクター
霊媒妖怪（れいばいヨウカイ）
ぶるぶる村の寺子屋にて登場。霊媒師の姿をした妖怪。女の子の幽霊を寺子屋に閉じ込め、夜な夜な琴を弾かせていた。「雷鳴」を使って攻撃して来る。
狼ウルフン（おおかみウルフン）
洋館にて登場。狼男の姿をした怪物で、ドラキュランの部下でもある。
ドラキュラン
南蛮船にて登場。怪盗ルポンの正体で、シモンが追っていた吸血鬼。「真っ暗けの鍵」を使って、世界を暗黒の世界に染めようとしていた。
ジャングルジム
見張り小屋（ジャングルジムの家）にて登場。「雄叫びの鍵」が眠っている悪魔の森を守っているターザン。危険なジャングルに向かおうとするゴエモン達の実力を試すべく、勝負を挑んで来る。勝利してゴエモン達の強さを認めさせると、「ワニのエサ」をくれる。
カラクリ星人（カラクリせいじん）
宇宙船（カラクリUFO）にて登場。謎のUFOを操るカラクリ星人達の頭領で、正体は百面相の部下。ポカポン村に混乱を起こしたり、おとぎ村の牛達を攫ったりする等、数々の怪事件を起こした。他のカラクリ星人達と違い身体の色が赤で、能力も全体的に高い。
ゴロつき
深海港への道中にて登場。深海港に住む、ジングウさんの娘に絡んでいる所でゴエモン達に遭遇、乱闘になる。
3人で挑んでくる上に技の攻撃が一切効かないが、名前通りのチンピラである為、大して強くない。
カメ親分（カメおやぶん）
ウー大陸の海底神殿にて登場。「天の水瓶」が眠っている海底神殿の最深部にて、ゴエモン達を待ち受けている海の暴れん坊。「白鯨の鍵」を隠し持っており、それによって地震を引き起こす力を手に入れていた為、「ぐらツー」を使って攻撃して来る。
大百足（おおムカデ）
百足山にて登場。コリュウタの母を毒で苦しめた張本人である巨大な百足。「大火炎」を使って攻撃して来る。
メカ姫ちゃん（メカひめちゃん）
ふらわ城にて登場。百面相の部下である女性型ロボットで、百面相の命令でふらわ城を占拠し、本物のユリ姫の記憶を消して地下道内に置き去りにした後、ユリ姫に成りすましていた。倒すと女の子の記憶が戻る。ミサイルを飛ばす「ミッソー」を使って攻撃して来る。
漫画版では百面相と関わりはなく、人間だがパワードスーツを装着してメカ姫ちゃんになる。
雪の女王（ゆきのじょおう）
霜柱の館にて登場。サンバ王子が野球をしていた時、王子の打ったボールが頭にぶつかったことで怒り、サンバ王子を氷の宮殿に閉じ込めた。氷の宮殿が見えるようになる「雪眼鏡」を隠し持っている。「大吹雪」を使って攻撃して来る。
ワガシン&ヨーガシン
シュガー宮殿にて登場。2体のスイート魔人で、クイモンシティの人々を虫歯にしてしまった。それぞれが名前の通り、和菓子と洋菓子の姿をしている。
ゲーム中では、唯一2体で挑んでくるボス。
ナスピロシキ
魔獣城にて登場。魔獣城の主である魔獣で、パヤ王国の王女を連れ去った。ゴエモン達が南極大陸の雪の洞窟（クレバス洞窟）で取り損ねた「寒いなの鍵」を隠し持っており、それによって冷気の力を手に入れていた為、「大吹雪」を使って攻撃して来る。
百面相（ひゃくめんそう）
地獄谷にて登場。ドロボウ大会の出演者の1人。シナモン博士の娘であるこなみを人質に取り、8つの鍵の引き渡しを要求するが、紅トカゲの姿を装っていたハヅキの活躍により失敗。ヤケクソになって襲い掛かって来る。
メカニ司会者（メカニしかいしゃ）
大江戸タワーにて登場。ドロボウ大会の司会者であるが、その正体は、百面相の操るカラクリキングの部下であるロボット。カラクリスターと連絡を取り、合流する予定であったが、ゴエモン達に追い詰められたことで、正体を現す。「ぐらツー」を使って攻撃して来る。
カラクリキング
カラクリスターにて登場。パヨパヨ星人の所有するカラクリスターを占拠した巨大ロボット。最後の8つの鍵である「王者の鍵」を隠し持っており、それによって電撃の力を手に入れていた為、「大雷鳴」を使って攻撃して来る。その正体は百面相の忠実な部下であり、彼の影武者としてカラクリ星人やメカ姫ちゃんといったカラクリロボット達に指示を送っていた。
ハイパー面相（ハイパーめんそう）
本作の最終ボス。満月島の望み山洞窟にて登場。百面相の最終形態であり、カラクリロボット達の事件を仕組んでいた真の黒幕でもある。「大火炎」「大雷鳴」「ぐらスリー」を使って攻撃して来る。
倒すとエンディングを迎える。

## サウンドトラック
がんばれゴエモン さうんど玉手箱 ～オリジナル・サウンドトラック BOX～ （EMCA-0027）
- 上記の DISC 3 に収録されている。2017年5月26日発売。

## スタッフ
- プログラム：すけべひげちょびん ヤマネ（山根秀直）、マルヤマ ヨタロウ（丸山修）、チューリップ ミヤオカ（みやおかけんじ）
- キャラクター・デザイン：ビールのんで かえろうぜ カンベ（神戸良治）、はれたひに マルオが みえる（丸尾純子）、とまぢゅう ヤナイ（矢内一則）
- サウンド：まぼろしの おとこ サカゴン（坂倉雄一）、でんせつの おんな モリモト（森本ゆきえ）
- ビジュアル・デザイン：やきざかな サトウ（さとうよしのり）
- シナリオ：かいじゅうおうじ カワミナミ（汾陽桂太）
- スペシャル・サンクス：これで えーやんけ アオヤマ（青山和浩）、バグチェックしょうぐん エビス（蛭子悦延）、かんぞう わるい フジオカ（藤岡謙治）、営業部一同

## 評価
ゲーム誌『ファミコン通信』の「クロスレビュー」では合計23点（満40点）、『ファミリーコンピュータMagazine』の読者投票による「ゲーム通信簿」での評価は以下の通り22.2（満30点）となっている。
| 項目 | キャラクタ | 音楽 | お買得度 | 操作性 | 熱中度 | オリジナリティ | 総合 |
| 得点 | 4.2        | 3.1  | 3.7      | 3.8    | 3.9    | 3.6            | 22.2 |

- ゲームムック『ハード末期に発売された名作ゲーム集』では「スーファミと比較しても見劣りしないグラフィック、音質、ボリューム」「フィールド上を歩くスピードがやや遅く感じられるが、戦闘は逆にテンポはよく、敵・味方ともに多彩なアニメーションを見せるので、プレイヤーを飽きさせない。やり込み要素もあり、お得感満載の良作となっている」と評されている[3]。

## 漫画
帯ひろ志による本作を基にした漫画『がんばれゴエモン外伝 天下の財宝編』が『デラックスボンボン』（講談社）に掲載された。単行本は全4巻。